# Otto Regenspurger

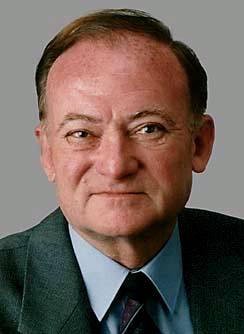
Otto Regenspurger, MdB a. D.

Otto Regenspurger (* 24. Dezember 1939 in Untersiemau; † 11. Juni 2003) war ein deutscher Politiker (CSU).

## Werdegang
Otto Regenspurger besuchte eine Auslandskorrespondenten- und Verwaltungsschule. Nach der Verwaltungsprüfung erhielt er einen Abschluss als Diplomverwaltungswirt. Von 1955 bis 1972 arbeitete er im mittleren und von 1972 bis 1976 im gehobenen Postdienst.
Regenspurger war von 1966 bis 1977 Ortsvorsitzender des Deutschen Postverbandes Coburg im Deutschen Beamtenbund (DBB) und von 1969 bis 1976 Personalratsvorsitzender. Ab dem Jahr 1971 war er stellvertretender Bezirksvorsitzender des Deutschen Postverbandes Nürnberg (Ober-, Mittel- und Unterfranken).
Ab 1983 war Otto Regenspurger stellvertretender Bundesvorsitzender des DBB. Darüber hinaus fungierte er als stellvertretender Verwaltungsratsvorsitzender der Deutschen Beamtenversicherung und als Vorsitzender des Automobilclubs des DBB (ACDB).

## Politik
Otto Regenspurger trat 1966 in die CSU und die Junge Union ein. In den Jahren von 1968 bis 1974 war er Kreisvorsitzender der Jungen Union Coburg-Land und von 1973 bis 1975 Landesvorstandsmitglied der Jungen Union Bayern. Dort leitete er den Arbeitskreis Gesellschaftspolitik. Von 1973 bis 1987 war er Kreisvorsitzender der CSU Coburg-Land und ab 1975 Landesvorstandsmitglied der Christlich-Sozialen Arbeitnehmerschaft Bayern. Über viele Jahre saß er als Landesvorsitzender dem CSU-Arbeitskreis Öffentlicher Dienst vor.
Kommunalpolitisch wirkte Regenspurger seit 1972 als Gemeinderat in seiner Heimatgemeinde Untersiemau und von 1972 bis 1978 als Kreisrat des Coburger Landes.
Von 1976 bis 1998 war Otto Regenspurger Mitglied des Deutschen Bundestages und wurde stets im Wahlkreis Coburg direkt gewählt. In den Jahren 1983 und 1990 holte er 55,9 bzw. 54,3 Prozent der Erststimmen und damit die besten Ergebnisse im Bundestagswahlkreis Coburg. 
Regenspurger war stellvertretender Vorsitzender der CSU-Landesgruppe und beamtenpolitischer Sprecher der CDU/CSU-Bundestagsfraktion. Er war ebenfalls Mitglied im Regulierungsrat beim Bundesminister für Post und Telekommunikation. Von 1982 bis 1998 war Otto Regenspurger Beauftragter der Bundesregierung für die Belange von Menschen mit Behinderungen im Rang eines ehrenamtlichen Staatssekretärs. In dieser Funktion war Regenspurger dem Bundesministerium für Arbeit und Soziales zugeordnet. Die Ergänzung des Artikels 3 im Grundgesetz, dass niemand wegen seiner Behinderung benachteiligt werden darf, wurde in seiner Amtszeit als Behindertenbeauftragter vom Deutschen Bundestag am 30. Juni 1994 einstimmig verabschiedet. Außerdem gehörte er dem ZDF-Fernsehrat an.

## Mitgliedschaften in Gremien des Bundestages
- Ordentliches Mitglied
  - Petitionsausschuss, Obmann der CDU/CSU-Bundestagsfraktion in der 9. Wahlperiode
  - Innenausschuss

## Ehrungen
- 1982: Verdienstkreuz am Bande der Bundesrepublik Deutschland
- 1986: Verdienstkreuz 1. Klasse der Bundesrepublik Deutschland
- 1991: Bayerischer Verdienstorden
- 1993: Großes Verdienstkreuz der Bundesrepublik Deutschland, überreicht von Norbert Blüm
- 1994: Lachender Amtsschimmel des DBB Beamtenbund und Tarifunion[6]
- 2002: Ehrenbürgerwürde der Gemeinde Untersiemau

## Familie
Otto Regenspurger war verheiratet und lebte mit seiner Frau in Untersiemau. Das Ehepaar hat zwei Söhne sowie vier Enkelkinder.